# ANIV
L'ANIV, acronimo di Associazione Nazionale Ispettori Vigilanza, è un'associazione professionale dei funzionari ispettivi pubblici italiani, costituita in forma associativa libera ai sensi degli articoli 36 e seguenti del codice civile. Ha sede sociale a Venezia-Mestre, Via Cesco Baseggio 9 int. 12.
Fine statutario dell'ANIV è «la tutela professionale dei suoi iscritti al fine del loro massimo impegno istituzionale» (art. 1 dello statuto).
L'associazione, senza fini di lucro (art. 4 dello statuto), accoglie l'adesione di membri che facciano parte del corpo degli ispettori pubblici di vigilanza. Originariamente ristretta all'ambito della vigilanza INPS, ha saputo estendersi, a seguito di un'opportuna modifica statutaria, al più vasto mondo dell'ispezione di vigilanza, coinvolgendo e associando figure provenienti anche dall'INAIL e dal Ministero del lavoro e delle politiche sociali.
L'associazione agisce attraverso i suoi organi elettivi, le sue pubblicazioni e il suo Centro studi. Organizza convegni periodici su tematiche attinenti al ruolo professionale e sociale degli ispettori di vigilanza a livello nazionale, a cui sono invitati, quali relatori esperti provenienti dalle varie realtà del mondo giuslavoristico, previdenziale e politico.
Il peso assunto all'interno del settore pubblico, le conferisce un ruolo di collaborazione con i vertici degli enti interessati che si spinge, nel caso delle Direzioni centrali dell'INPS e dell'INAIL, ad una collaborazione nella ricerca degli obiettivi dell'azione di vigilanza.

## Organi sociali
Organo principale dell'associazione è l'Assemblea Nazionale degli associati. A questa spetta, mediante elezione diretta, la nomina del presidente; questa carica, fin dalla costituzione, è stata ricoperta da Fedele Sponchia.
Altri organi sono il Consiglio Generale, costituito da 50 membri.

## Centro Studi
L'associazione dà vita a un Centro studi con il compito di esaminare problematiche inerenti all'attività ispettiva e di elaborare documenti e testi inerenti alle materie di interesse (si veda la sezione pubblicazioni) o la messa a punto di strumenti software per una più puntuale azione di vigilanza e di consulenza. Alcuni dei software messi a punto sono correntemente utilizzati dalla direzione centrale INPS per l'elaborazione di liste per l'incrocio dei dati presenti sui database previdenziali e per l'individuazione di situazioni di criticità e di rischio evasione o elusione. La stessa direzione centrale dell'INPS, nel decidere le strategie ispettive e di contrasto all'irregolarità, i filoni d'indagine e l'estrazione dei fattori di rischi dalle basi dati informative, si avvale della qualificata e influente consulenza dell'associazione ispettiva.

## Pubblicazioni

### Agenda ANIV
L'Agenda ANIV - Guida pratica per una corretta contribuzione è una pubblicazione annuale a cura del Centro studi Aniv. Stampata in forma di agenda, sono in essa esposti, e aggiornati di anno in anno, una serie coordinata di argomenti e tematiche inerenti all'area professionale della previdenza sociale. L'agenda, per la completezza delle informazioni riportate, è divenuta uno strumento di lavoro e di riferimento per ispettori di vari enti, consulenti del lavoro e professionisti del settore.

### Guide ANIV
Le guide Aniv, allegate a ciascuna agenda annuale, sono monografie dedicate, di anno in anno, ad argomenti diversi dell'area previdenziale e giuslavoristica.

### L'ispettore e la società
L'associazione pubblica mensilmente la rivista L'ispettore e la società, dedicata a tematiche di interesse nell'area giuslavoristica, previdenziale ed assicurativa. La rivista è inviata a ciascun associato ma è accessibile, in formato pdf, sul sito ufficiale.

## Convenzioni universitarie
L'associazione, nell'ambito del suo statuto, si è fatta promotrice della stipula di una convenzione con l'Università Gabriele D'Annunzio di Chieti e Pescara per il riconoscimento dei crediti validi ai fini del conseguimento della laurea triennale in Economia e management e di quelle specialistiche in Metodi per la valutazione, la previsione e il controllo dei sistemi socio-economici e Economia e Management, i cui corsi di laurea sono attivati presso la sede di Chieti. La convenzione ha permesso una massiccia iscrizione di funzionari ispettivi al citato corso di laurea triennale, con il raggiungimento, in tempi ben inferiori al corso legale (due anni e una sessione), di un considerevole numero di laureati.
Analoghi risultati, sono in corso di raggiungimento con il conseguimento delle lauree specialistiche citate, secondo un processo formativo attualmente ancora in itinere e, al termine del quale, la categoria degli ispettori di vigilanza dell'INPS raggiungerà la più alta percentuale di presenza di laureati nel pubblico impiego, con benefiche ripercussioni sulle dinamiche di carriera degli associati e sul peso relativo e sull'influenza della categoria all'interno dell'organigramma INPS, all'interno del quale la maggioranza degli ispettori risulta già inquadrata al livello funzionale C3 (ex ottava qualifica funzionale nel precedente assetto contrattuale).
Quest'opera di professionalizzazione dei propri associati, conformemente ai compiti istituzionali, si inquadra in un'ottica di crescente qualificazione del peso già assunto dall'associazione nel sistema INPS.